# Зебровый тетраодон
Зебровый тетраодон, или южноамериканский тетраодон, или иглобрюх-попугайчик (лат. Colomesus psittacus), — вид лучепёрых рыб семейства иглобрюховых отряда иглобрюхообразных.

## Описание
В природе длина тела без хвостового плавника достигает до 29 см, хотя обычно общая длина этой рыбы около 25 см. В аквариумах длина зебрового тетраодона не превышает 6—8 см. Окраска маскирующая, спина и бока от желто-зеленого до темно-зеленого цвета с 5—6 поперечными черными полосами, брюшная сторона белая. Плавники темно-зеленые или темно-коричневые. В спинном плавнике 11—12, в анальном 11 мягких лучей, жестких нет. Все тело, кроме морды, основания грудных плавников и хвостового стебля, покрыто колючками. Не ядовита.

## Ареал и места обитания
Тропическая придонная рыба, обитающая в пресных и солоноватых водах Вест-Индии, Центральной и северной части Южной Америки (Перу, Венесуэла, Гайана, Бразилия), включая Амазонку. Распространена от Флориды и Мексиканского залива на севере до южной Бразилии на юге. Населяет водоёмы с температурой +23…+26 °C, pH 7,0 и жесткостью воды 10 °dH. Обитает на прибрежных мелководьях, обычно над мягким дном. Встречаются поодиночке или группами в 2—3 особи, но никогда не собираются стаями.

## Питание
Питается моллюсками, раковины которых раскалывает своими мощными зубами.

## Содержание в аквариуме
В Европу живьем впервые завезен в 1924 году, в России он пока достаточно редок. Зебровый тетраодон неприхотлив, требует чистой воды и температуры +27…+32 °C. Прекрасно живет в пресноводном аквариуме. Несмотря на свои мелкие размеры не менее агрессивен, чем более крупные тетраодоны из Азии и Африки. В общем аквариуме содержать его следует с достаточно крупными рыбами, плавающими в толще воды. Кормят зебровых тетраодонов креветками, мотылем, морепродуктами. При недостаточном кормлении может кусать донных рыб, даже крупных скатов и кольчужных сомов.